# بنجامين دبليو. بيركنز جونيور
بنجامين دبليو. بيركنز جونيور (بالإنجليزية: Benjamin W. Perkins, Jr.)‏ هو مدرب خيول أمريكي، ولد في 10 مارس 1956 في كامدن في الولايات المتحدة.